# Esplantas
Esplantas foi uma comuna francesa na região administrativa de Auvérnia-Ródano-Alpes, no departamento de Alto Loire. Estendia-se por uma área de 9,9 km². Em 2010 a comuna tinha 130 habitantes (densidade: 13,1 hab./km²).
Em 1 de janeiro de 2016, passou a formar parte da nova comuna de Esplantas-Vazeilles.